# Basis-Bolus-Therapie
Die Basis-Bolus-Therapie (auch Basis-Bolus-Konzept) beschreibt in der Diabetologie das Modell einer Insulintherapie (intensivierte Insulintherapie, kurz ICT) bei insulinpflichtigen Diabetikern mit zwei unterschiedlich wirkenden Insulintypen. Dadurch wird versucht, die natürliche Wirkkurve der Insulinsekretion bei Gesunden nachzuvollziehen.

## Insulinwirkung bei Gesunden
Bei gesunden Menschen geben die Inselzellen der Bauchspeicheldrüse abhängig vom aktuellen Blutzuckerspiegel kontinuierlich Insulin ab und halten ihn so im physiologischen Bereich. Kurz nach der Aufnahme von kohlenhydrathaltigen Nahrungsmitteln steigt der Blutzuckerspiegel an und sinkt wieder ab, wenn die in der Nahrung enthaltenen, blutzuckerwirksamen Kohlenhydrate verdaut sind. Bei schnell verdaulichen Kohlenhydraten (z. B. Fruchtsaft, Weingummi) sinkt er schnell wieder ab, bei langsam verdaulichen (z. B. Nudeln, Kartoffeln) bzw. nach eiweiß- oder fettreicher Mahlzeit sinkt der Insulinspiegel entsprechend der verzögerten Verstoffwechselung erst nach einer längeren Zeit wieder auf den Grundpegel ab. Darüber hinaus wird der Blutzuckerhaushalt noch von verschiedenen körpereigenen Hormonen beeinflusst.

## Insulinwirkung durch die Basis-Bolus-Therapie
Dieses Wirkverhalten soll durch die Basis-Bolus-Therapie nachempfunden werden. Dazu verwendet man zwei verschiedene Insulinpräparate: ein langwirkendes, um die Grundversorgung (Basis, → Basalrate) sicherzustellen und ein kurzwirkendes, das zu den Mahlzeiten (Bolus) gegeben wird, um den Blutzuckeranstieg abzufangen.
Mit der Entwicklung der sehr schnell wirkenden Insulinanaloga in Kombination mit langwirksamen Insulinen ist es möglich, durch die Basis-Bolus-Therapie einen annähernd natürlichen Insulinspiegel zu erreichen. 
Zu beachten ist allerdings, dass der Mensch schnellwirkende Kohlenhydrate (hoher glykämischer Index) wesentlich schneller aufnimmt, als selbst das Analoginsulin seine maximale Wirkung entfaltet. Aus diesem Grund empfiehlt es sich, auch bei der Injektion von Insulinanaloga insbesondere bei leicht erhöhten Blutzuckerwerten einen ca. 5 Minuten Spritz-Ess-Abstand einzuhalten. So können hohe postprandiale Werte (Werte nach dem Essen) reduziert werden. Bei nicht sicher planbarer Mahlzeitenaufnahme gewährleisten die Analoginsuline auch noch nach Beginn der Mahlzeit eine relativ gute Wirksamkeit.
Die langwirksamen Analoginsuline haben die täglich notwendige Anzahl der Injektionen des Basalinsulins auf bis zu einmal täglich reduziert.